# Eise Eisinga
Eise Jeltes Eisinga (Dronrijp, 21 de febrero de 1744 - Franeker, 27 de agosto de 1828) fue un astrónomo frisón que construyó el Planetario de Eisinga en su casa de Franeker, provincia de Frisia (Países Bajos). El planetario todavía existe y permanece en funcionamiento, siendo el planetario más antiguo en activo del mundo.

## Biografía
Eise Jeltes Eisinga nació el 21 de febrero de 1744 en Dronrijp, en los Países Bajos. Era hijo de Jelte Eises de Oosterlittens, cardador de lana, y de Hitje Steffens de Winsum.
A pesar de ser un muchacho muy inteligente, no le fue permitido acudir a la escuela. Sin embargo, de manera autodidacta estudió matemáticas y astronomía, y pudo completar su formación en la Academia de Franeker, publicando un libro sobre los principios de la astronomía cuando tenía tan solo 17 años. Entre tanto, Eisinga continuó el oficio de su padre, dedicándose a cardar lana en Franeker.

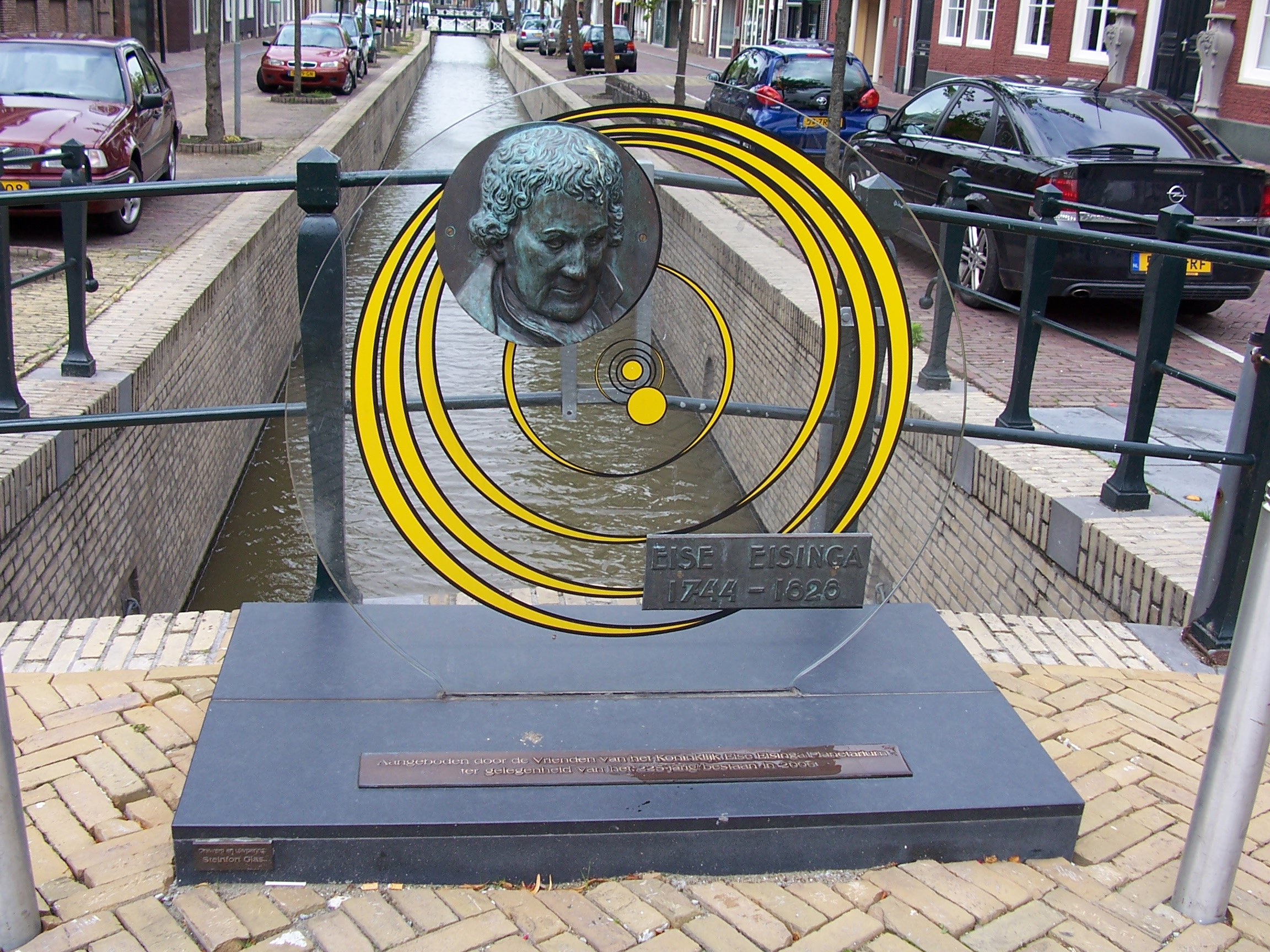
Monumento a Eise Eisinga

A la edad de 24 años se casó con Pietje Jacobs (fallecida en 1788) y tuvieron tres hijos, una chica y dos chicos: Trijntje (1773-1773); Jelte (1774-1809); y Jacobus  (1784-1858).
En 1787, debido a una crisis política, tuvo que marcharse de Frisia y se instaló en Alemania. Más tarde se trasladó a Visvliet, donde trabajó como cardador de lana. Se le prohibió volver a Frisia durante cinco años, por lo que permaneció en Visvliet, al otro lado de la frontera situada junto a Groninga.
Mientras tanto, su mujer murió en 1788, y el 27 de mayo de 1792 se casó en Visvliet con Trijntje Eelkes Sikkema (nacida en 1764). Tuvieron un hijo y dos hijas: Eelke (1793-1795); Hittje (1796-1843); y Minke (1798-1870). En 1795 retornó a Franeker. Eisinga se convirtió en profesor de la Academia de Franeker, hasta que en 1811 fue encarcelado durante las guerras napoleónicas. Murió en Franeker el 27 de agosto de 1828, a la edad de 84 años.

## Planetario

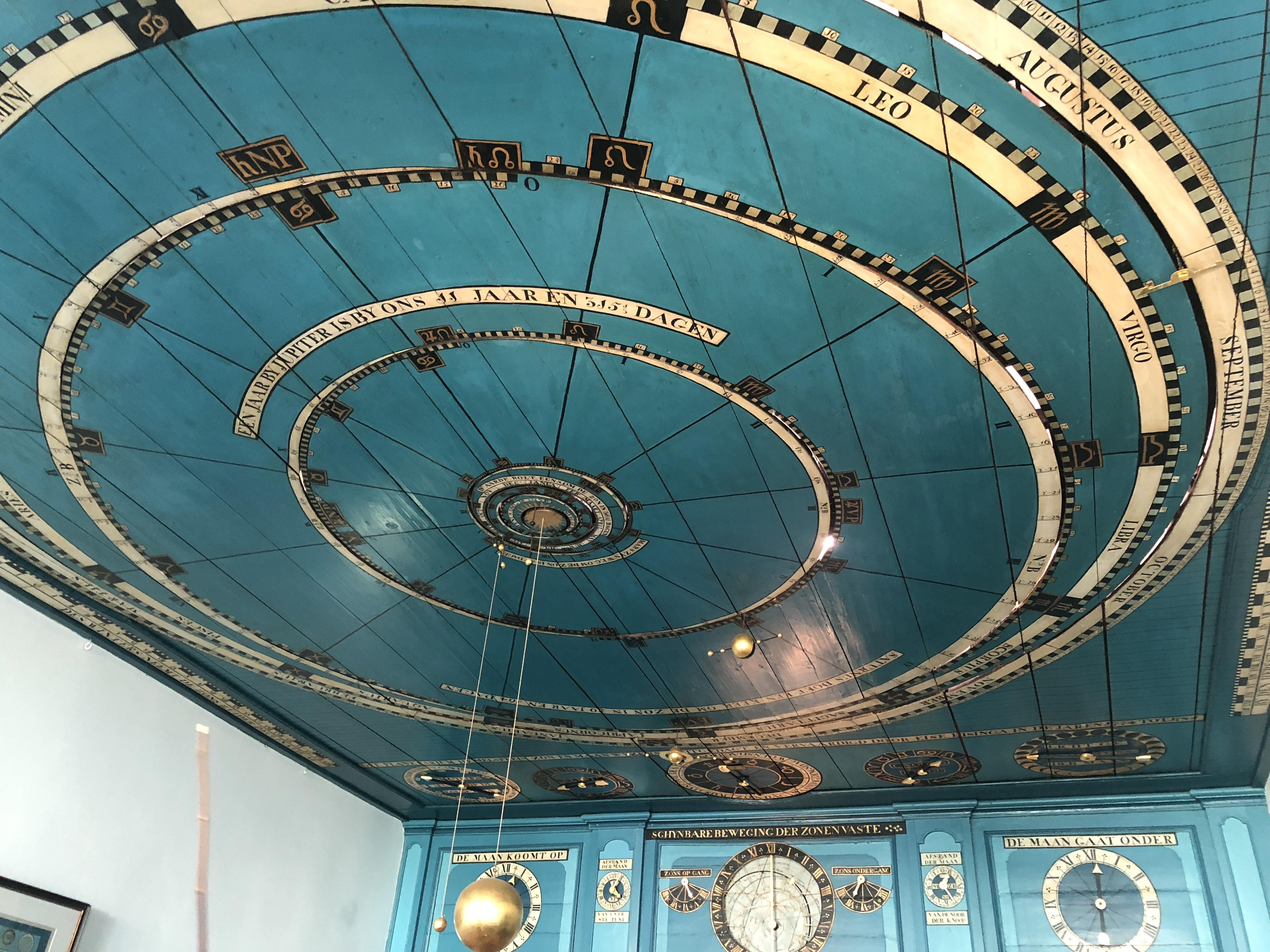
El planetario, construido por Eisinga en la sala de estar de su casa

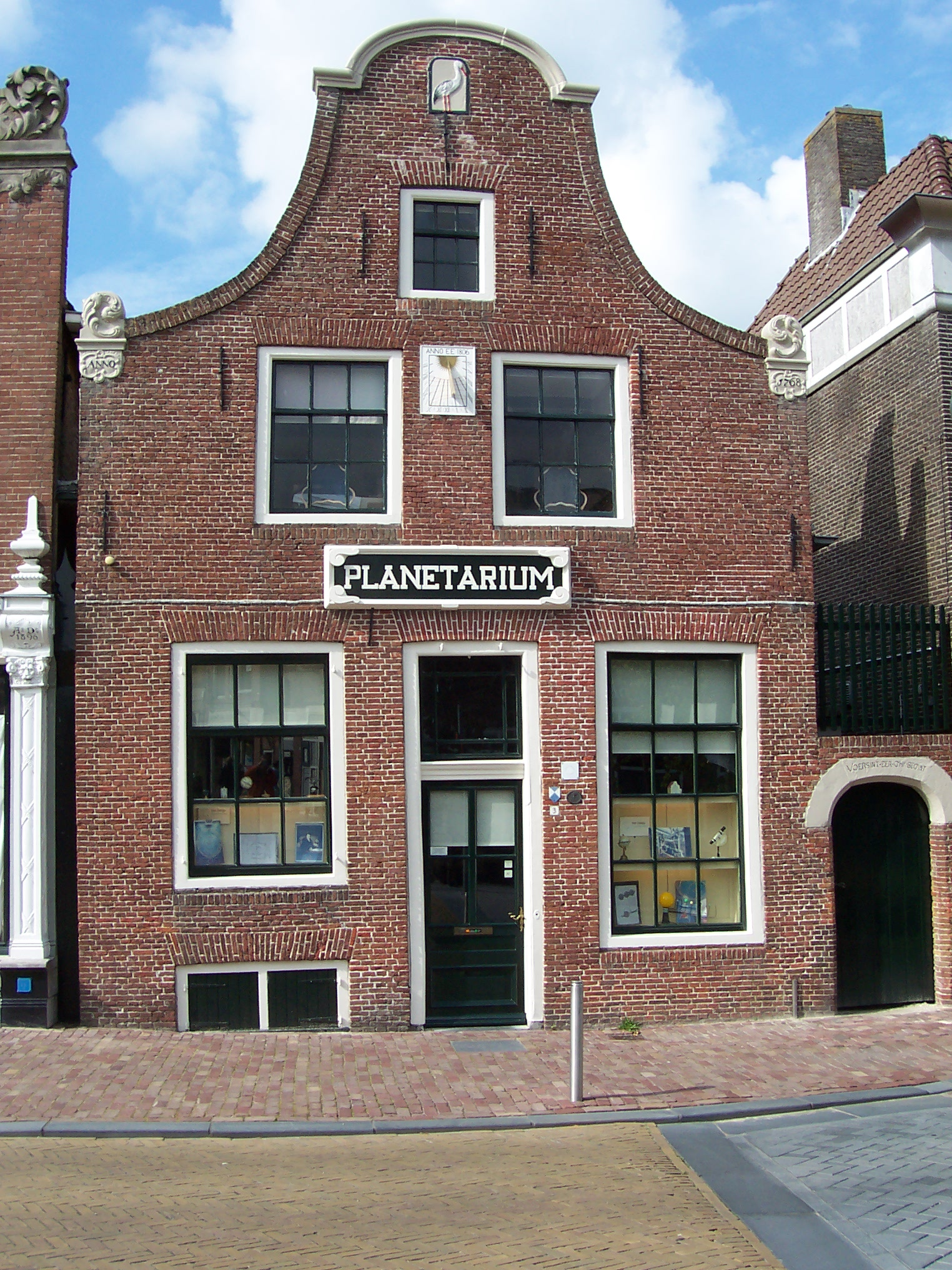
El planetario de Franeker

Se había previsto una conjunción de la Luna y los planetas Mercurio, Venus, Marte y Júpiter para el 8 de mayo de 1774. El reverendo Eelco Alta, de Boazum, Países Bajos, publicó un libro en el que interpretó este hecho como el regreso de los planetas a su estado el día de la creación según el Génesis, identificándolo como una fecha probable para el temido armagedón. Eelco Alta pronosticó que los planetas y la luna colisionarían, con el resultado de que la Tierra sería empujada fuera de su órbita y quedaría en solitario vagando por el espacio. Debido a esta predicción, se produjo un pánico considerable en toda Frisia. 
Se ha afirmado que Eisinga decidió construir un planetario en la sala de estar de su casa, para probar desde un punto de vista canónico que no había ninguna razón para el pánico. Cuando comenzó el trabajo, esperaba finalizarlo en seis meses, pero finalmente lo acabó en 1781, siete años después de empezarlo. Durante ese mismo año fue descubierto Urano, pero no había espacio para incluir este planeta en el techo de su sala de estar, donde el planetario fue ubicado. Aun así, investigaciones recientes indican que esta cadena de causalidades es dudosa, porque Eisinga parece haber iniciado la construcción del planetario antes de la publicación del libro de Eelco Alta.
La construcción del planetario ahorró a Eijsinga mucho tiempo, dado que ya no era necesario calcular las respectivas posiciones de los planetas a mano. El 30 de junio de 1818, Guillermo I de los Países Bajos y el Príncipe Frederik visitaron el planetario. El rey Guillermo lo compró para el estado Neerlandés. En 1859 el planetario fue donado por el estado a la ciudad de Franeker.

## Reconocimientos
Eisinga fue premiado como ciudadano honorario de Franeker. La calle de su casa fue rebautizada como  "Eise Eisingastraat". El 5 de mayo de 1994 se emitió un sello postal de 80 céntimos para celebrar su 250 aniversario. En 2006, el planetario obtuvo el permiso para utilizar el título de "Real". También en 2006, Eise Eisinga fue incluido en el Canon de Historia holandesa que se enseña en las escuelas de los Países Bajos.